# Mixer

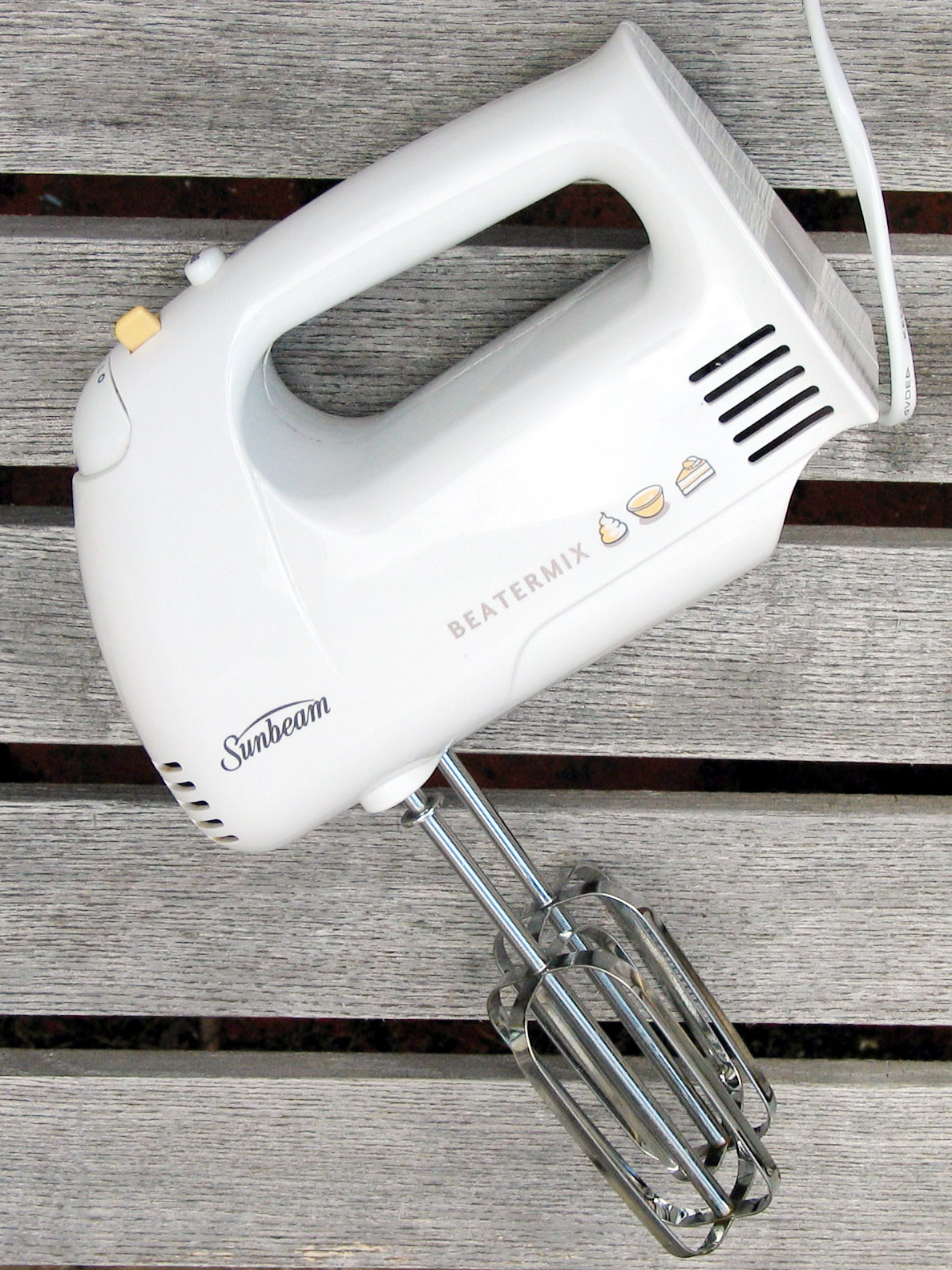
Mixer electric de mână

Mixerul este un aparat electric de bucătărie, care servește la amestecarea și baterea ingredientelor. Americanul Rufus W. Eastman a primit brevetul pentru primul mixer electric în 1885. Există mai multe tipuri:
- mixer planetar (malaxor);
- mixer de mână;
- mixer vertical.
Aceste mixere sunt prevăzute cu 3-7 viteze, puls, etc., și sunt antrenate de un motor electric. 
Sunt dotate cu 1-3 teluri pentru batere și 1-2 spirale pentru frământat aluatul. La mixerele prevăzute cu două teluri/spirale, ele se rotesc în sens opus, unul față de celălalt.

### Proiectarea și principiul funcționării
Dispozitivul mixerului este format dintr-o carcasă din plastic, un cablu (mai mic sau mai mare) și duze amovibile. Caracteristicile de proiectare depind de tipul dispozitivului. În interiorul carcasei există un motor electric și cutie de viteze. Pe carcasă există deschideri pentru răcirea motorului. Un buton pentru pornire și moduri de comutare, deschideri pentru duze. De regulă, mixerul funcționează cu două duze (foarte rar cu trei, cu una se găsesc la cele cu un castron) sub formă de corole din metal. Motorul conduce corola, a cărei rotație în jurul axei sale și îndeplinește funcția principală a aparatului.
Mixerul este un aparat foarte important în bucătărie deoarece mâncarea sau desertul sunt făcute mai repede.
Herbert Johnson a inventat primul mixer și în anul 1919 a fost scos în piață.
În anul 1952 a fost creat un nou mixer mai bun.